# Szkrobowe
Szkrobowe (ukr. Шкробове) – wieś na Ukrainie, w obwodzie czernihowskim, w rejonie koriukowskim, w hromadzie Snowśk. W 2001 liczyła 122 mieszkańców.